# Köztársasági ösztöndíj
A köztársasági ösztöndíj olyan ösztöndíj, melyre azok a felsőoktatási intézményekben tanuló, nappali és levelező tagozatos diákok pályázhatnak, akiknek kiemelkedő tanulmányi eredményeik vannak, illetve szakmai területen kimagasló munkát végeznek (pl.: tudományos diákkör).
További feltétel, hogy a két lezárt félévben (kreditpont-rendszer esetén) a hallgatónak legalább 55 kreditet kell összegyűjtenie.
Ezeken kívül a hallgatók közéleti-, sport- és egyéb tevékenységei is figyelembe vehetők legfeljebb az adott hallgató összteljesítményének 10%-áig.
A díjakat minden tanév elején osztják ki az adott intézményben az erre érdemes diákoknak. A pályázatokat az oktatási miniszternek címezve, a felsőoktatási intézmény vezetőjéhez kell benyújtani (Az intézmény megkerülésével beküldött egyéni pályázatok nem bírálhatóak el). A pályázat benyújtásának határidejét az intézményi szabályzat határozza meg.
„A fenti kritériumok alapján az intézmények államilag finanszírozott, nappali, vagy levelező tagozatos, első alap- és első kiegészítő alapképzésben tanulmányokat folytató, magyar állampolgárságú, illetve jogszabály vagy nemzetközi megállapodás alapján a magyar állampolgárságú hallgatókkal azonos elbírálás alá eső külföldi hallgatók 2010. október 15-i létszáma 0,8%-ának megfelelő számú hallgató részesülhet az ösztöndíjban.”
Tehát az intézmény (fenti kritériumoknak megfelelő) diáklétszámának csak 0,8%-a kaphat ilyen ösztöndíjat. A díj egy tanévre vonatkozik, azaz tíz hónapon keresztül jár. Amennyiben a hallgató jogviszonya megszűnik vagy szünetel, az ösztöndíj tovább nem folyósítható.
További információ található a felsőoktatási intézmények honlapján, a tanulmányi osztályon, vagy az Oktatási és Kulturális Minisztérium weblapján ( Archiválva 2007. május 6-i dátummal a Wayback Machine-ben).

## Jogszabályi háttér
A Felsőoktatási törvény (2005. évi 139. törvény) 104. §-ának (5) bekezdése (2010. január 1. – 2010. április 29-i állapot)
(5) * A miniszter a szenátus kezdeményezésére köztársasági ösztöndíjat adományoz a kimagasló teljesítményt nyújtó hallgatók részére. Az ösztöndíj adományozásának rendjét és feltételeit a Kormány határozza meg.
Az 51/2007. (III. 26.) Korm. rendelet 24. § (2010. január 31-i állapot)
A köztársasági ösztöndíj adományozásának rendje és feltételei [a felsőoktatási törvény 104. §-ának (5) bekezdéséhez]
24. § (1) A köztársasági ösztöndíjat egy teljes tanév (10 hónap) időtartamára lehet elnyerni. A köztársasági ösztöndíj havi összege megegyezik a költségvetési törvényben e jogcímen megállapított összeg egy tizedével.
(2) A köztársasági ösztöndíjban részesíthető hallgatók száma az előző év október 15-i állapotát rögzítő statisztikai adatközlés szerinti államilag támogatott teljes idejű alapképzésben, illetve mesterképzésben részt vevő hallgatók számának 0,8%-a, de intézményenként legalább egy fő. A felsőoktatási intézmény szenátusa a (4) bekezdés szerinti javaslatát a köztársasági ösztöndíj folyósításának idején várhatóan alapképzésben, illetve mesterképzésben részt vevő hallgatókra elkülönítetten teszi meg.
(3) Köztársasági ösztöndíjban az az alap- vagy mesterképzésben részt vevő hallgató részesülhet, aki adott vagy korábbi tanulmányai során legalább két félévre bejelentkezett és legalább 55 kreditet megszerzett.
(4) A köztársasági ösztöndíj pályázat útján nyerhető el. A pályázati felhívást, a pályázati határidőt 30 nappal megelőzően – a pályázatok elbírálásának szempontjaival együtt – a felsőoktatási intézményben szokásos módon közzé kell tenni. A pályázatokat a hallgató a felsőoktatási intézményhez nyújtja be. A pályázatok alapján a szenátus minden év augusztus 1-jéig tesz javaslatot az oktatási és kulturális miniszternek a köztársasági ösztöndíj adományozására.
(5) Az adott tanévre elnyert köztársasági ösztöndíj csak az adott tanévben folyósítható.
(6) Amennyiben a hallgató hallgatói jogviszonya bármilyen okból megszűnik vagy szünetel, a köztársasági ösztöndíj számára tovább nem folyósítható. A képzési időnek megfelelően páratlan tanulmányi félévben végződő tanulmányok esetén a köztársasági ösztöndíjra való jogosultság nem szűnik meg, ha a hallgató tanulmányait az adott tanév második félévében már folytatja.
(7) Amennyiben a köztársasági ösztöndíjra pályázott, de elutasított hallgató esetében jogorvoslati eljárás keretében megállapítást nyer, hogy a hallgató érdemes a köztársasági ösztöndíjra, és az intézményi felterjesztésben az (1)-(6) bekezdésben meghatározott feltételek és az intézményi keretszám alapján arra jogosult lenne, de azt intézményi eljárási hiba folytán nem kapta meg, az oktatási és kulturális miniszter jogosult a hallgató részére köztársasági ösztöndíjat adományozni. Ilyen esetben azonban a hallgató nem vehető figyelembe a köztársasági ösztöndíj keretének meghatározásakor, részére az ösztöndíjat az intézmény a hallgatói előirányzat vagy a saját bevétele terhére köteles kifizetni.
(8) A köztársasági ösztöndíjat elnyert hallgató nem zárható ki a tanulmányi ösztöndíj támogatásból.